# Фудзимори, Хиромаса
Хиромаса Фудзимори (яп. 藤森 太将 Хиромаса Фудзимори, род. 7 августа 1991 года) — японский пловец. Специализируется в комплексном плавании на дистанциях 200 и 400 метров. Призёр Азиатских игр и чемпионата мира на короткой воде. Участник летних Олимпийских игр 2016 года.

## Спортивная карьера
В 2013 году в Казани стал призёром Универсиады, а в 2014 году призёром Азиатских игр в Инчхоне.
Он квалифицировался на летние Олимпийские Игры 2016 года в Рио-де-Жанейро на 200 метров комплексным плаванием. В итоге занял четвёртое место отстав от бронзового призёра на 0,16 секунды.
На чемпионате мира на короткой воде в Ханчжоу в декабре 2018 года, на дистанции 200 метров комплексным плаванием, японский пловец завоевал бронзовую медаль отстав от победителя на 1,72 секунды. Также стал бронзовым призёром на дистанции 100 метров комплексным плаванием.